# Shining (švédská hudební skupina)

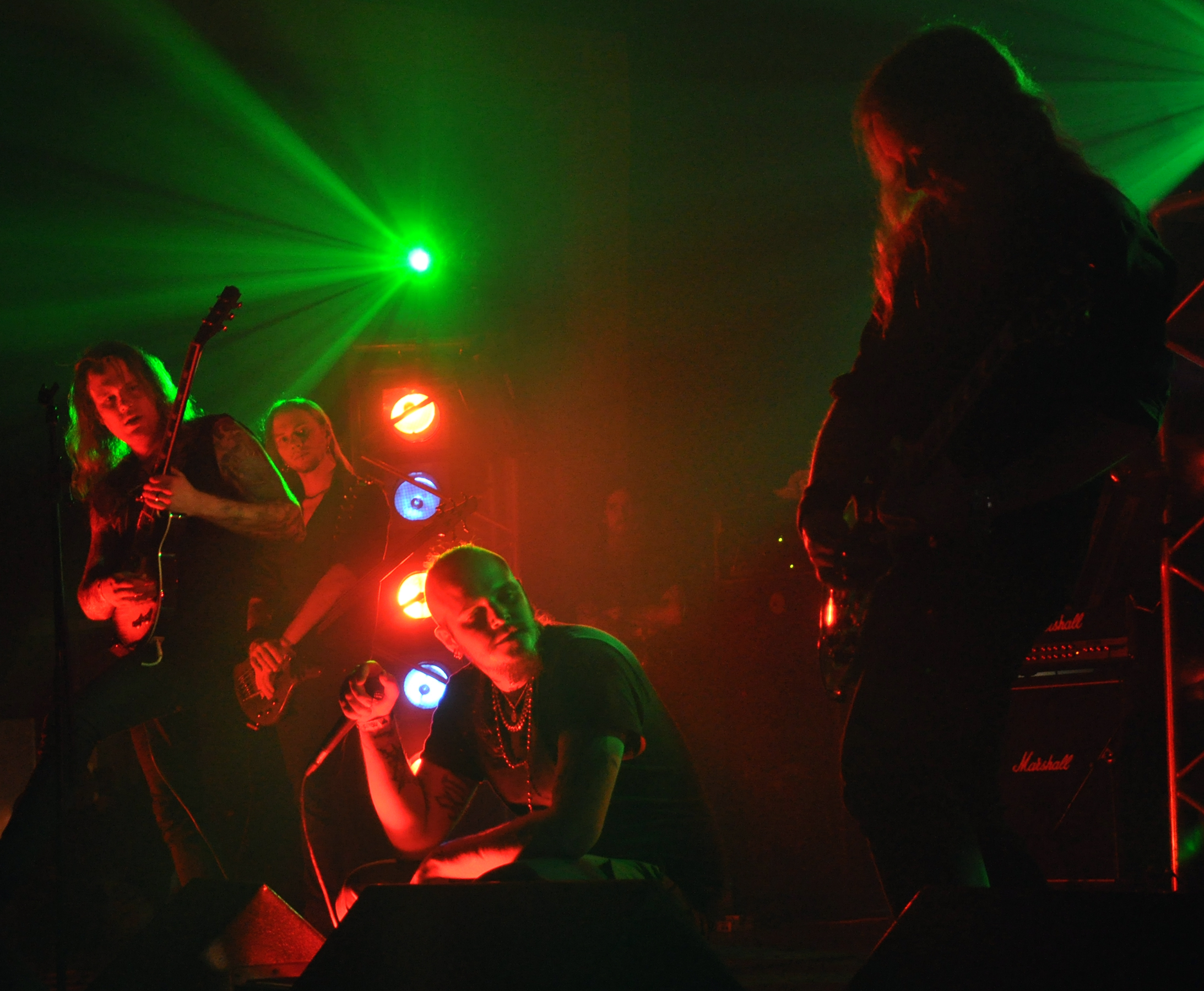
Shining, 2012

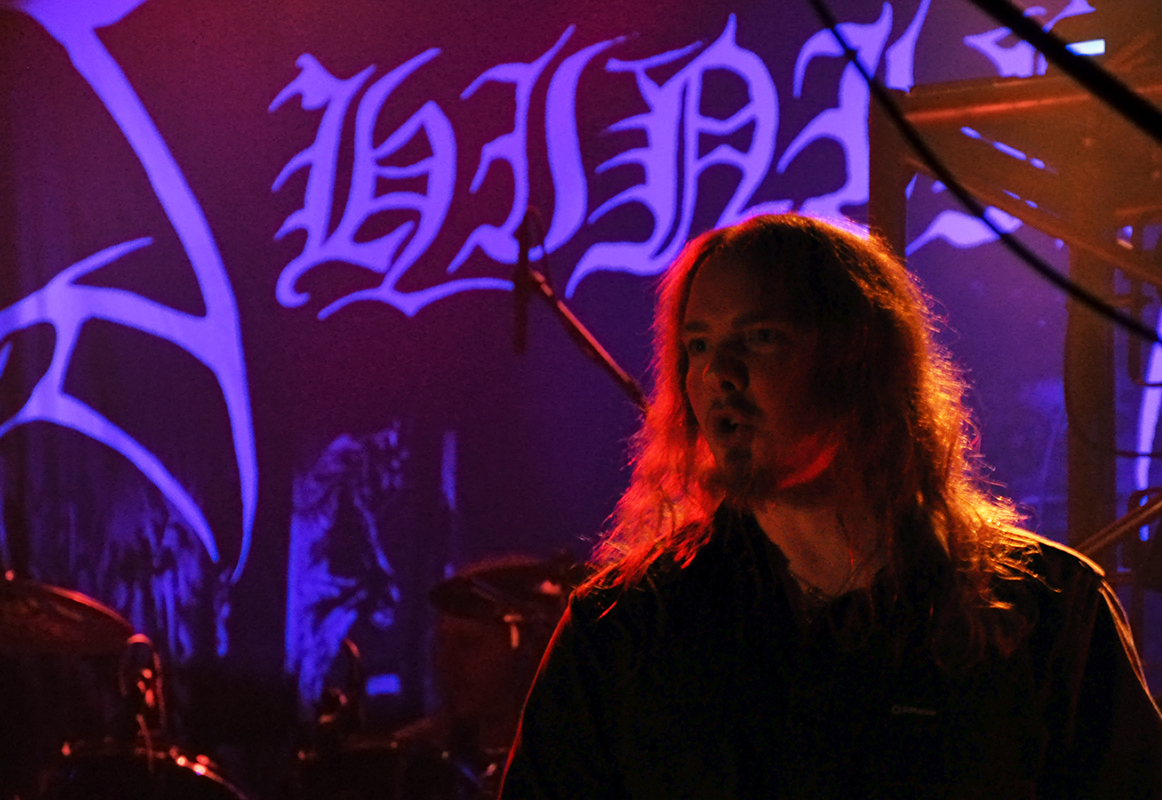
Shining, 2012

Shining je švédská black metalová kapela založená roku 1996 Niklasem Kvarforthem ve městě Halmstad. Název lze vyložit jako cesta k osvícení.
Ve svých textech se kapela zaobírá sebevraždami, depresemi a stinnými stránkami života, tvorba se řadí do podžánru depressive suicidal black metal (DSBM, depresivní sebevražedný black metal).
Debutní studiové album s názvem Within Deep Dark Chambers vyšlo v roce 2000.

## Diskografie

### Studiová alba
- I: Within Deep Dark Chambers (2000)
- II: Livets ändhållplats (2001)
- III: Angst, självdestruktivitetens emissarie (2002)
- IV: The Eerie Cold (2005)
- V: Halmstad (Niklas angående Niklas) (2007)
- VI: Klagopsalmer  (2009)
- VII: Född förlorare (2011)
- Redefining Darkness (2012)
- 8 ½ – Feberdrömmar i vaket tillstånd (2013)
- IX - Everyone, Everything, Everywhere, Ends (2015)
- X - Varg utan flock (2018)

### EP a singly
- Submit to Selfdestruction (EP 1998)
- Förtvivlan, min arvedel (singl 2011)
- Lots of Girls Gonna Get Hurt (EP 2012)
- Five Valid Reasons for Self-Inflicting Harm (EP 2014)
- Fiende (EP 2017)
- Ugly and Cold (singl 2022)

### Kompilace
- Through Years of Oppression (2004)
- The Darkroom Sessions (2004)

+ několik split nahrávek

## Sestava

### Současní členové
- Niklas Kvarforth - 1996 – současnost
- Peter Huss - 2005 – současnost
- Alexander Friberg ("A. Impaler") - 2022 – současnost
- Nicholas Barker - 2022 – současnost
- Charles Hedger ("Ghul") - 2022 – současnost